# 큰소쩍새
큰소쩍새(Otus bakkamoena)는 올빼미목 올빼미과의 한 종이다. 전체적으로 회갈색이고 검은색과 회색 무늬가 있다. 몸아랫면에는 검은 세로 줄무늬와 폭 넓은 가로 줄무늬가 있다. 소쩍새와 달리 홍채가 주황색이다. 대한민국에서는 흔하지 않은 겨울철새이자 흔하지 않은 텃새이다.

## 아종
큰소쩍새의 아종을 지리적으로 15아종 또는 4개의 별개의 종으로 분류하기도 한다. 대한민국에서 발견된 큰소쩍새의 아종은 2아종이다.
- 큰소쩍새 - O. b. ussuriensis: 한반도 내륙에 분포
- 제주큰소쩍새 - O. b. semitorques: 제주도에 분포